# ترانه معرف
ترانهٔ معرّف یا ترانه ویژه (به انگلیسی: Signature Song) ترانه‌ای (یا در برخی موارد چند ترانه) است که یک خواننده یا گروه موسیقی مشهور با آن شناخته می‌شوند، حتی اگر در چندین آهنگ دیگر هم موفقیت پیدا کرده باشند. ترانه معرف می‌تواند نتیجه شناسایی و محبوبیت عمومی یا یک ابزار بازاریابی برای تبلیغ خواننده برای فروش بیشتر و افزایش طرفداران یک خواننده باشد.

## فهرست برخی ترانه های معرف
- ملکه رقصان از گروه آبا
- هتل کالیفرنیا از گروه ایگلز
- دختر مادی از مدونا
- بیا باهم بمانیم از ال گرین
- قلب من ادامه خواهد داد از سلین دیون
- هی جود از بیتلز[۱]
- پلکانی به سوی بهشت از لد زپلین[۲]
- بوی روح نوجوانی می‌ده از نیروانا[۳]
- تصور کن از جان لنون
- در هوای امشب از فیل کالینز